# Arctic GNL 2

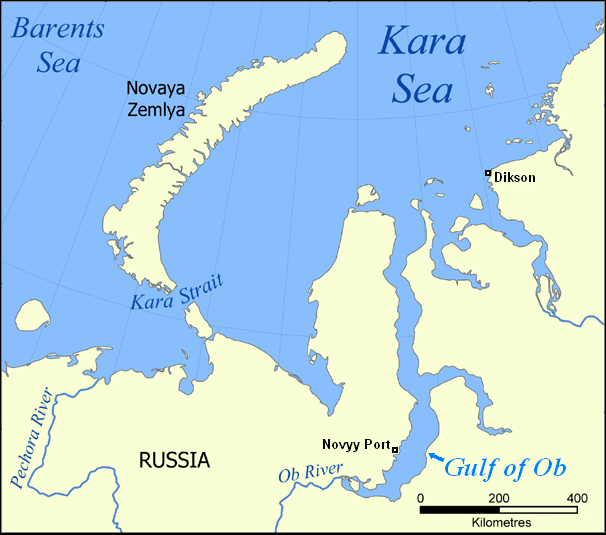
Golfe de l'Ob

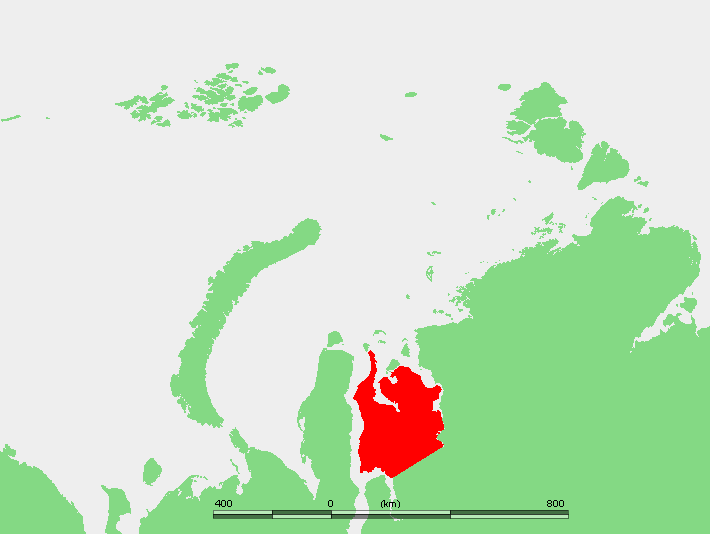
Péninsule de Gydan

Arctic GNL 2 (en anglais : Arctic LNG 2; en russe : Арктик СПГ 2) est un projet de la compagnie Novatek d'exploitation de gaz naturel et de production de gaz naturel liquéfié (GNL) sur la péninsule de Gydan (sur les rives du golfe de l'Ob en face de la péninsule de Yamal),.

## Description
Arctic GNL 2 est le deuxième projet de liquéfaction de grande capacité de la société après celui de Yamal LNG. La capacité des trois lignes (6 millions de tonnes chacune) sera de 19,8 millions de tonnes (plus de 27 milliards de mètres cubes). Elles seront en activité à partir de 2023, après une introduction progressive en 2023-2025 (deuxième étape en 2024, troisième étape en 2026).
Il est prévu une production annuelle de 19,8 millions de tonnes de gaz naturel (alors que le projet Yamal SPG produit 16,5 millions de tonnes) 
, et également 1,6 million de tonnes de condensat de gaz naturel.
La société à responsabilité limitée ООО Arctic SPG  détient les licences pour le gisement de condensat Salmanovskoie ,, pour le gisement de Chtopmovoie,, ainsi que pour l'exportation de gaz naturel liquéfié et d'autres projets NOVATEK, Yamal LNG, Arktik SPG 1 (dont la production est prévue dans la péninsule de Gydan).
Le projet de réalisation de l'usine sur son site prétend veiller à minimiser l'impact sur l'environnement. Il n'a toutefois pas réussi à convaincre l'ensemble des opposants au projet parmi lesquels se trouvent notamment Les Amis de la Terre.
L'aéroport Outrenniyi a été construit pour permettre le transport du personnel toute l'année.

## Construction
Pour le deuxième projet, 21 méthaniers de première classe de type certification glace), sont construits sur le chantier d'Extrême-orient Zvezda shipyard (en) et en Corée du sud  par Daewoo.
Avant la fin de 2022, deux nouveaux  Classe Arktika II devraient être mis en service, ce qui permettra d'assurer toute l'année la livraison de gaz liquéfié provenant du projet actuel Yamal SPG et du futur Arctic GNL-2en Asie.
Le 24 octobre 2017, le président du conseil d'administration de NOVATEK Leonid Mikhelson a déclaré que NOVATEK avait remis au chantier naval Zviezda la documentation nécessaire pour la construction de quinze transporteurs de gaz de classe Arctic GNL-2.
En janvier 2019 NOVATEK a signé un contrat pour la fourniture d'équipement d'une valeur de plus de 5 milliards de dollars, représentant un quart des dépenses prévues pour le projet.
Au milieu de l'année 2019, Sovcomflot et le chantier naval Zvezda ont signé un contrat pour la construction de quatre autres transporteurs de gaz liquide pour le projet Arctic GNL 2 ; les navires doivent être mis en service au plus tard en 2025; cette commande est directement liée à la nécessité d'inclure rapidement la route de l'est sous la forme d'un hub sur la presqu'ile de Kamtchatka.

En décembre 2019, la coentreprise italienne Saipem, la société turque Rönesans Holding (en) et SAREN (Renaissance Construction) ont reçu une commande de construction d'une plate-forme gravitaire dont le coût s'élève à 2,2 milliards d'euros.
Le 28 juin 2019, après une rencontre entre le président Poutine et le premier ministre japonais 
Shinzō Abe un accord a été signé dans le cadre duquel le Japon investira 3 milliards de dollars dans le développement du projet Arctic GNL-2.
En novembre 2021 les volumes de gaz encore à extraire d'Arctic GNL 2 durant les deux premières années d'exploitation étaient déjà vendus d'avance. Des contrats sont en cours d'examen pour des livraisons en 2025-2026.
À la fin 2020, selon son promoteur Novatek, l'avancement du projet peut être estimé à 32 %, et la préparation de la première ligne à 46 % ,.
En mai 2021 un groupe de 39 parlementaires européens, principalement du parti Alliance 90/Les Verts du Parlement européen (dont Rasmus Andresen et d'autres) ont adressé une lettre aux dirigeants allemands, français et italiens les invitant à ne pas soutenir  le projet russe Arctic GNL 2.
À la fin de l'année 2021, la préparation du projet Arctic GNL 2 était de l'ordre de 59 % et la préparation de la première ligne de 78 %.
En octobre 2022, le président de la société NOVATEK, Leonid Mikhelson, déclare que malgré les sanctions internationales lors de l'invasion russe en Ukraine (en), sa société a réussi à obtenir l'équipement principal  pour les trois lignes du projet Arctic GNL 2. Le 15 mai 2023, la firme chinoise Bomesc Offshore Engineering expédie le module de séparation de larges fractions d'hydrocarbures pour Arctic GNL 2. Il ne reste qu'à résoudre les problèmes subsistants par des substitutions d'intervenants et des localisations différentes à l'importation[pas clair]. Selon Interfax, la première phase du projet sera réalisée en 2023, la deuxième en 2024, la troisième en 2026 et, selon Mikhelson, dans tous les cas tous ces investissements auront un retour de 3-4 fois leur valeur.

## Partenaires du projet
En 2021, les participants au projet étaient :
- Novatek pour 60 %,
- TotalEnergies pour 10 %,
- China National Petroleum Corporation pour 10 %,
- China National Offshore Oil Corporation pour 10 %,
- Japan Arctic LNG (consortium Mitsui & Co. et JOGMEC) pour 10 %[21].

Depuis le mois de novembre 2022 TotalEnergies a toutefois pris la décision de se mettre en retrait de ce projet à la suite de l'invasion de l'Ukraine par la Russie.
En décembre 2023, les actionnaires étrangers suspendent leur participation soit tous ceux listés ci-dessus à l'exception de Novatek, pour raison de force majeure.